# Casa Real de Aceca
La casa real de Aceca fue un edificio del siglo XVI, hoy desaparecido que se encontraba en el margen del río Tajo, en el término municipal de Villaseca de la Sagra, Toledo.

## Historia
Los orígenes de la relación de Aceca con los reyes viene determinada por ser Aceca una encomienda de la orden de Calatrava. Al incorporarse el maestrazgo de las distintas órdenes militares a la corona, Aceca llamó la atención de Carlos V que llegó a unir la encomienda con los bosques de Aranjuez mediante la donación a la orden de la villa de Bolaños para constituirla en encomienda.
Existió en Aceca un castillo sobre el que después fue construida la denominada como casa de los comendadores. De esta última se conserva un plano en el que se refleja su estado antes de la reforma que la convirtió en casa real.
En 1556, sobre la antigua casa de los comendadores (que se encontraba en mal estado) y anterior castillo, Felipe II manda al maestro de las obras reales, Gaspar de Vega, la construcción de una nueva casa. Tras la supervisión y enmiendas de los planos por parte del monarca, las obras comenzaron en 1567. Los gastos de estas obras los mandó proveer el monarca por medio de un aviso al Consejo de Órdenes.
A los pocos años las estructuras existentes se revelan como insuficientes y en 1561 el rey encarga a Juan Bautista de Toledo la construcción de la casa de oficios y caballerizas.
Fue representada en diversas ocasiones, en 1635 fue incluida por Jusepe Leonardo en su serie de vistas de los sitios reales y en 1668 fue visitada y dibujada por Pier Maria Baldi, miembro del séquito de Cosme de Médici en su viaje a España.
Los monarcas habitaron la casa en distintas ocasiones. En 1647 se hicieron luminarias en ella por el matrimonio de Felipe IV y Mariana de Austria. Posteriormente Carlos II comió en ella durante algunas partidas de caza y para él y su corte se representaron en el comedias como por ejemplo, El hechizado por fuerza de Antonio de Zamora.
En 1715 se quemó parte de las armaduras de la casa de oficios y fueron reparadas. Durante este siglo se pensó en utilizar la casa para distintos fines destinados a la mejora de la industria y la agricultura. En 1718 se consideró la posibilidad de instalar en él una fábrica de paños, que finalmente se instaló en Guadalajara. Por iniciativa de don Ricardo Wall se instaló en la casa-palacio una escuela donde se enseñaban nuevos métodos de cultivo y que muy probablemente no sobrevivió mucho tiempo.
En el siglo XVIII comienza un periodo de declive que culminará con el saqueo de materiales de la casa tras el paso de los franceses en 1808. 
Actualmente no quedan sino algunos vestigios de la construcción.

## Descripción
La casa se levantó en planta cuadrada con mampostería y únicamente utilizando la piedra para las columnas del patio. El estilo empleado en el pórtico de la casa fue definido por Llaguno como: el estilo seco de Covarrubias.  
La casa contaba con una planta principal, un sótano y una pequeña planta bajo su tejado a dos aguas. En la esquina sureste de la casa se encontraba una torre cuadrada con chapitel. En la fachada este se encontraba la puerta de entrada, de medio punto, sin adornos. En la fachada oeste se levantaba una terraza reforzada por contrafuertes debido a la irregularidad de terreno. La fachada norte cerraba el conjunto. 
Del interior se sabe que en el patio se encontraba la cámara del rey y su oratorio. Este último se encontraba decorado con dos obras de gran importancia, por un lado el tríptico de la Adoración de los Magos de Hans Memling y por otro lado, el Entierro de Cristo de Tiziano. Esta última obra junto con los ornamentos del oratorio fueron llevados a Aranjuez en 1646. Por el contrario la obra de Memling permaneció allí hasta el siglo XIX.
Frente a la fachada norte se alzaba la casa de oficios. Este contaba con unas dimensiones más pequeñas que la casa y con una menor altura. En la fachada este del mismo se encontraba un pórtico.
También contaba con un ermita dedicada a San Pedro Mártir. La construcción de esta ermita es previa a la reconstrucción efectuada por Felipe II. En esta humilde ermita se celebró la Semana Santa de 1596, con motivo de un ataque de gota del rey Felipe II que le impidió llegar a Toledo donde se tenía pensado pasarla. Le acompañaban sus hijos el príncipe Felipe y la infanta Isabel Clara Eugenia. Esta ermita fue servida por capellanes a cargo del Real Sitio de Aranjuez hasta mediados del siglo XIX. Estuvo bajo jurisdicción eclesiástica del pro-capellán mayor del rey hasta el 8 de abril de 1777.

### Individuales
1. ↑  Baena, Juan Antonio Álvarez de Quindos y (1804). Descripción histórica del Real Bosque y Casa de Aranjuez. Imprenta real. Consultado el 2 de octubre de 2018.
2. ↑  ¿?. Universidad Complutense de Madrid.
3. ↑  Marías, Fernando (1983). La arquitectura del Renacimiento en Toledo (1541-1631). Editorial CSIC - CSIC Press. ISBN 9788400061760. Consultado el 29 de agosto de 2019.
4. ↑  Amírola, Eugenio de Llaguno y; Bermúdez, Juan Agustín Ceán (1829). Noticias de los arquitectos y arquitectura de España desde su restauración. Imprenta Real. Consultado el 2 de octubre de 2018.
5. ↑  González, Tomás (1832). Registro y relacion general de minas de la corona de Castilla .... M. de Burgos. Consultado el 2 de octubre de 2018.
6. ↑  Colmenar, Juan Alvarez de (1741). Annales d'Espagne et de Portugal (en francés). F. L'Honoré [and] fils. Consultado el 2 de octubre de 2018.
7. ↑  Zamora, Antonio de; García-Araus, Luis (2004). El hechizado por fuerza. Editorial Fundamentos. ISBN 9788424509873. Consultado el 2 de octubre de 2018.
8. ↑  Baena, Juan Antonio Álvarez de Quindos y (1804). Descripción histórica del Real Bosque y Casa de Aranjuez. Imprenta real. Consultado el 2 de octubre de 2018.
9. ↑  Baena, Juan Antonio Álvarez de Quindós y (1804). Descripcion histórica del real bosque y casa de Aranjuez, dedicada al Rey nuestro señor. en la Imprenta Real. Consultado el 2 de octubre de 2018.
10. 1 2  «Aceca y Cuarto Real de la Esperanza. - Museo Nacional del Prado». www.museodelprado.es. Consultado el 2 de octubre de 2018.
11. ↑  Baena, Juan Antonio Álvarez de Quindos y (1804). Descripción histórica del Real Bosque y Casa de Aranjuez. Imprenta real. Consultado el 2 de octubre de 2018.
12. ↑  Baena, Juan Antonio Álvarez de Quindos y (1804). Descripción histórica del Real Bosque y Casa de Aranjuez. Imprenta real. Consultado el 2 de octubre de 2018.
13. 1 2  Spain (1795). Ordenanzas para el gobierno del real sitio de Aranjuez. [31 May, 1795.] (Apéndice de varias reales cédulas y órdenes, etc.).. La Imprenta Real. Consultado el 2 de octubre de 2018.
14. ↑  Baena, Juan Antonio Álvarez de Quindós y (1804). Descripcion histórica del real bosque y casa de Aranjuez, dedicada al Rey nuestro señor. en la Imprenta Real. Consultado el 2 de octubre de 2018.
15. ↑  Guia del Estado Eclesiastico Seglar y Regular de España en Particular y de Toda la Iglesia Cat: En General para el Año. Imprenta Real. 1848. Consultado el 2 de octubre de 2018.
16. ↑  Breve de nuestro muy Santo Padre Pio VI en que se determinan los limites del Territorio Parroquial, y Jurisdicional, que comprehenden la Parroquia del Real Palacio, la del Buen Retiro, Casa del Campo, el Pardo, Aranjuez, el Escorial, y San Ildefonso, con otras declaraciones para los demas Sitios Reales, y parages en que viage, ó resida accidentalmente la Corte, ó alguna Persona Real, y demas que expresa (en la/es). Madrid: Imprenta de Pedro Marín. 1777. p. 27.

- Datos: Q56856751
- Multimedia: Casa Real de Aceca / Q56856751